# Тіган Крофт
Тіган Крофт (англ. Teagan Croft; нар. 23 квітня 2004 року, Сідней, Австралія) — австралійська актриса. Стала відомою за ролями Рейчел Рот у серіалі DC Universe / HBO Max «Титани» (з 2018 по теперішній час), а також зіграла головну героїню в науково-фантастичному фільмі «Дитя Осіріса» 2016 року.

## Кар'єра
Кар'єра Тіган Крофт почалася в 9-річному віці з ролі Скаут Фінч в театральній адаптації «Убити пересмішника».  Вона привернула достатньо уваги, щоб отримати головну роль у фільмі «Дитя Осіріса» 2016 року. Того ж року Крофт знову зіграла роль Белли Лонераган у фільмі «Додому і в дорогу» . У серпні 2017 року її взяли на роль персонажа DC Comics Рейвен у серіалі DC Universe «Титани», прем'єра якого відбулася 12 жовтня 2018 року
Крофт грає головну роль у фільмі Незламний дух разом з Анною Паквін та Кліффом Кертісом . Його показали на Netflix у лютому 2023 року. Фільм заснований на історії навколосвітньої подорожі Джессіки Вотсон, австралійської морячки, яка намагається самостійно здійснити навколосвітню подорож у 16-річному віці.

## Особисте життя
У Тіган Крофт є дві сестри. Її родина переїхала до Чикаго у 2016 році. Вона племінниця акторок Пенні та Джессіки Мак-Немі .

## Фільмографія
| рік       | Назва                                        | Роль            | Примітки         |
| --------- | -------------------------------------------- | --------------- | ---------------- |
| 2016 рік  | Додому і в дорогу                            | Белла Лонераган | Повторювана роль |
| 2016 рік  | Дитя Осіріса: наукова фантастика, том перший | Інді Соммервіль |                  |
| 2018–2023 | Титани                                       | Рейчел Азарат   | Головна роль     |
| 2023 рік  | Незламний дух                                | Джессіка Вотсон | Головна роль     |

## Театр
- Убити пересмішника (2014), Скаут Фінч